# Casato di Folkung
Il Casato di Folkung (svedese Folkungaätten), o Casato di Bjälbo (svedese Bjälboätten), fu una famiglia reale svedese proveniente da Östergötland, tra i cui membri vi sono, oltre a re, anche vescovi e jarl.

## Nomi e origini
Il nome tradizionale di questo casato è "Casato di Folkung", che è ancora il più usato in Svezia nelle opere che lo riguardano. Questo nome probabilmente deriva da quello del più antico membro della famiglia la cui esistenza è stata provata, Folke, che visse intorno al 1100, o del mitico capostipite Folke Filbyter che visse nell'epoca pagana . Per evitare confusione con il Partito dei Folkunge alcuni storici moderni pensano che "Casato di Bjälbo" potrebbe essere un nome migliore poiché Birger Jarl visse lì e vi si trova il più antico maniero della famiglia. Bjälbo è situata nell'Östergötland, presso Skänninge nell'attuale comune di Mjölby. Ad ogni modo i membri di questa famiglia non usarono mai un nome per riferirsi a se stessi poiché i nomi di famiglia non furono largamente adottati in Svezia fino al XVI secolo; perciò non c'è un "nome esatto" della famiglia che sia più corretto degli altri.

## Jarl e vescovi
Il Casato di Folkung generò la maggior parte degli jarl svedesi dell'XI, XII e XIII secolo finché il titolo non fu abolito nel 1266. Rami diversi del casato furono spesso rivali per l'ottenimento della carica di jarl. Molti re di questo periodo inoltre provennero dall'Östergötland.
Intorno al 1100, Folke il Grasso sotto il re Ingold I di Svezia divenne il primo jarl dei Folkung che ci è noto, e probabilmente il primo jarl di tutta la Svezia; sposò una figlia di re Canuto IV di Danimarca. Secondo la leggenda, fu il primo Folkung di alto rango. Nulla si sa dei suoi parenti collaterali, mentre è solidamente accertato che svariati suoi discendenti furono signori importanti.
Altri jarl importanti della famiglia furono Birger Brosa, Carlo il Sordo, Ulf Fase e Birger Jarl. Agli inizi del XIII secolo alcuni membri del casato si trasferirono in Norvegia e anche lì vi furono degli jarl. Notevole è il fatto che incuranti della famiglia reale i Folkung continuarono a esercitare la carica di jarl nel regno.
Alcuni membri della famiglia furono anche vescovi di Linköping almeno nel Duecento; la diocesi copriva l'area di Östergötland, ma il vescovo era spesso coinvolto nei problemi della parte orientale.

## Ascesa al trono
Valdemaro, un figlio di Birger Jarl, fu eletto re di Svezia nel 1250. I membri del casato avevano pian piano sposato quelli di tutte le famiglie rivali generando finalmente un erede legato a tutte; così quando Erik XI di Svezia morì senza lasciare eredi, il figlio di sua sorella e di Birger era sembrato a tutti la migliore opzione come guida del paese.
La linea diretta regnò in Svezia fino al 1364. Tra il 1320 e il 1387 i Folkung furono anche re di Norvegia; quasi tutti i re successivi di Svezia, Norvegia e Danimarca discendono dal Casato di Folkung attraverso rami secondari.

## Incongruenze nella genealogia
Alcuni Folkung convenzionalmente definiti come figli e nipoti di Benedict Snivel, figlio di Folke il Grasso, potrebbero in realtà avere un'altra parentela. Le parentele convenzionali "stiracchiano" due generazioni su 100 anni, molto poco realistico, e tre generazioni su più di 150.